# 桃月庵白浪
桃月庵 白浪（とうげつあん しらなみ、1991年5月14日 - ）は、落語協会に所属する落語家。桃月庵白酒門下の二ツ目。紋∶「葉付き三つ桃」。本名∶寺内 大靖。

## 経歴
拓殖大学国際学部卒業後2014年10月に桃月庵白酒に入門。2015年10月1日に前座となる、前座名は「ひしもち」。
2019年5月21日に柳家寿伴、春風亭一猿、春風亭㐂いちと共に二ツ目昇進。「白浪」と改名。「白浪」という名前は大師匠五街道雲助同様悪党の名前から。なお、同じ雲助一門の隅田川馬石にも名乗る予定があったという。

## 芸歴
- 2014年10月∶桃月庵白酒に入門。
- 2015年10月∶前座となる、前座名「ひしもち」。
- 2019年5月∶二ツ目昇進、「白浪」と改名。

## 人物
前座時代、桃月庵白酒と柳家甚語楼の会の前座で受付でプログラムを配り忘れ、開口一番の時に客席に下りてプログラムを慌てて配ったためマイクのスイッチを入れ忘れ、高座後マイクの件で謝罪をすることでいっぱいいっぱいで出囃子のCDを切り忘れる、というしくじりをひとつの会でやった。五明楼玉の輔曰く「落語界のトリプルスリー」。
落語協会二ツ目の勉強会「チャノマ」メンバー。